# Novemberrevolutionen
Novemberrevolutionen (tysk: Novemberrevolution) eller den Tyske Revolution 1918-1919 var en opstand, der blev igangsat af arbejdere og soldater i de sidste dage af 1. verdenskrig. Første fase af opstanden ledte hurtigt – og næsten blodløst – til det Tyske Kejserriges fald og kejerens abdikation. I den efterfølgende fase af revolutionen – som var mere voldelig – sejrede tilhængerne af en parlamentarisk republik over dem, der ønskede en sovjetisk-inspireret rådsrepublik (sovjetrepublik). Nederlaget for de mest yderligtgående venstreorienteret kræfter banede vejen for etableringen af et parlamentarisk demokrati i form af Weimarrepublikken. De afgørende faktorer, der ledte til revolutionen, var de ekstreme forhold, som det tyske folk led under mod slutningen af 1. verdenskrig, herunder de økonomiske og psykologiske konsekvenser af det Tyske Kejserriges nederlag samt de sociale spændinger mellem den almene befolkning og den aristokratiske og borgerlige elite.
Revolutionen blev udløst af ét sømandsoprøret i Kiel i slutningen af oktober 1918. Inden for en uge havde arbejder- og soldaterrådene kontrol over regerings- og militærinstitutioner i det meste af den vestlige del af Tyskland. Den 9. november blev Tyskland erklæret en republik. Ved udgangen af måneden var alle de regerende monarker, herunder kejser Wilhelm II, blevet tvunget til at abdicere. Den 10. november blev Folkekommissærernes Råd (tysk: Rat der Volksbeauftragten) dannet af medlemmer af Tysklands to vigtigste socialistiske partier. Under den de facto ledelse af Friedrich Ebert fra det moderate Større Socialdemokratiske Parti (MSPD), fungerede Rådet som en provisorisk regering, der besad kejserens, kanslerens og lovgivernes magtbeføjelser. Det meste af det gamle kejserlige officerskorps, administrationen og retsvæsenet forblev intakt. Rådet havde brug for deres ekspertise til at løse den øjeblikkelige krise og mente derfor, at det var vigtigere at håndtere krisen snarere end at fjerne centrale regeringsfigurer. Dette skulle sikre, at det nye demokrati var solidt forankret mod sine modstandere.
Folkekommissærernes Råd fjernede straks nogle af kejserrigets hårde restriktioner, såsom dem for ytringsfrihed, og lovede samtid en otte timers arbejdsdag og valg, der for første gang ville give kvinder stemmeret. De mere yderliggående på venstrefløjen (i bl.a. USPD) ønskede også at nationalisere nøgleindustrier, demokratisere militæret og oprette en rådsrepublik, men MSPD havde kontrol over de fleste arbejder- og soldaterråd og blokerede enhver væsentlig bevægelse hen imod deres mål. 
Splittelsen mellem de moderate og radikale socialister resulterede i sidste ende i vold. I de sidste dage af 1918, udløst af en strid om sømændenes løn, som efterlod 67 døde. Den 1. januar 1919 grundlagde de yderligtgående Spartakister Tysklands Kommunistiske Parti (KPD). Få dage herefter ledte protester – der var afledt af volden i slutningen af december – til massedemonstrationer i Berlin. Disse demonstrationer udviklede sig hurtigt til den såkaldte Spartakistopstand, som var et forsøg på at etablere et proletariatets diktatur. Opstanden blev knust af regerings- og Frikorps-tropper og resulterede i at 150 til 200 mistede livet. I efterdønningerne af opstanden blev Spartakisternes ledere, Rosa Luxemburg og Karl Liebknecht, myrdet af Frikorpset. Hen over foråret var der yderligere  forsøg på at presse revolutionen længere i retning af en rådsrepublik, hvilket resulterede i nogle kortlevende lokale sovjetrepublikker, især i Bayern, Bremen og Würzburg. Disse blev også undertrykt og knust af regeringen med betydelig tab af menneskeliv til følge.
Revolutionens slutdato sættes generelt til den 11. august 1919, dagen hvor Weimarforfatningen blev vedtaget. Dog forblev revolutionen på mange måder ufuldstændig og uforløst. Et stort antal af dens modstandere var blevet tilbage i magtpositioner, og den formåede ikke at løse splittelsen på venstrefløjen mellem moderate socialister og kommunister. Weimarrepublikken var som følge heraf plaget fra begyndelsen af modstandere og en stor graf af splittelse.

## Baggrund

### Tyskland før 1. verdenskrig
Den borgerlige Martsrevolution i 1848/49 var særligt slået fejl , idet den samtidig skulle forene de to problemstillinger i forhold til at forene og demokratisere Tyskland. Efter at den statslige enhed – den lilletyske løsning under preussisk ledelse – omsider var blevet en realitet i 1871, tilpassede store dele af borgerskabet sig autoritetsstaten og udviklede en stigende tendens mod nationalistiske idéer.
Det nyoprettede Tyske Kejserrige var et konstitutionelt monarki. Rigsdagen var underlagt almindelig og lige valgret for mænd, men dens politiske indflydelse var begrænset. Love kunne kun træde i kraft med Forbundsrådets (tysk: Bundesrat) godkendelse, og denne kunne til enhver tid opløse parlamentet og udskrive nyvalg. Den vigtigste beføjelse for Rigsdagen var godkendelsen af statsbudgettet. Men når det kom til budgettets største post – militærudgifterne – måtte Rigsdagen kun stemme om et samlet beløb for en syvårsperiode, kendt som Septennatet. Ligeledes var rigsledelsen – bestående af rigskansleren og de statssekretærer, der var underlagt hans anvisninger – ikke ansvarlige over for Rigsdagen, men alene over for Kejseren.
Fra Rigsdagens begyndelse var socialister også repræsenteret, og deres forskellige partier fusionerede i 1875 til SPD. Som det eneste politiske parti i det Tyske Kejserrige gik SPD åbent ind for en republikansk styreform. Rigskansler Otto von Bismarck iværksatte derfor en forfølgelse af dem fra 1878 til hans afskedigelse i 1890 – med grundlag i socialistlovene. Ikke desto mindre lykkedes det socialisterne at øge deres stemmeandel ved næsten hvert valg. Siden Rigsdagsvalget i 1912 – hvor de fik 28 procent af stemmerne – udgjorde de med 110 medlemmer den stærkeste fraktion.
I de 43 år fra Rigets grundlæggelse til 1. verdenskrig voksede SPD ikke blot i betydning, men ændrede også karakter. I den revisionismestrid, der havde stået på siden 1898, ønskede de såkaldte revisionister at fjerne revolutionsmålet fra partiprogrammet. De talte i stedet for sociale reformer på grundlag af den eksisterende økonomiske orden. Til trods for dette fik det marxistisk funderede flertal i partiet endnu en gang sin vilje. Den stadig revolutionære retorik dækkede imidlertid kun med besvær over, at SPD siden socialistlovenes ophævelse i 1890 i praksis var blevet reformistisk. De socialdemokrater, der i årevis var blevet dæmoniseret som "rigsfiender" (dansk: "rigets fjender") og "vaterlandslose geselle" (dansk: "fædrelandsløse svende"), betragtede sig ikke desto mindre som tyske patrioter. Ved begyndelsen af 1. verdenskrig var det åbenlyst, at SPD var blevet en integreret – omend kritiske – bestanddel af Kejserriget.

### SPD's støtte til krigsfinansieringen
Omkring år 1900 blev SPD anset for at være den stærkeste kraft i den internationale arbejderbevægelse. I forbindelse med kongresserne på den Anden Internationale havde SPD altid stemt for resolutioner, der foreskrev en fælles handling fra socialisternes side i tilfælde af krig. Ligesom andre socialistiske partier i Europa organiserede de derfor i 1914 – stadig under Julikrisen, der fulgte efter attentatet i Sarajevo – store antikrigsdemonstrationer. I en tale i Frankfurt am Main opfordrede Rosa Luxemburg – talskvinden for partiets venstrefløj – i hele SPD's navn til krigs- og lydighedsnægtelse. Hun blev derfor i 1915 idømt flere års fængsel. Rigets regering planlagde at arrestere partilederne umiddelbart efter krigen brød ud. Friedrich Ebert, som siden 1913 havde været en af de to SPD-formænd, og Otto Braun bragte partiets midler til Zürich den 30. juli 1914, da de frygtede statslig undertrykkelse.
Da den tyske krigserklæring til det Russiske Kejserrige kom den 1. august 1914, lod flertallet af SPD's partiaviser sig smitte af den almindelige krigsbegejstring. Deres dækning blev skarpt kritiseret af partiledelsen, men redaktørerne troede i de første augustdage, at de fulgte linjen fra den tidligere SPD-formand August Bebel, der var død i 1913. Han havde i 1904 udtalt i Rigsdagen, at SPD ville deltage i Tysklands væbnede forsvar i tilfælde af en udenlandsk angrebskrig. I 1907 havde han på partikongressen i Essen bekræftet, at han selv ville "tage geværet på ryggen", hvis det gjaldt Rusland, "fjenden af al kultur og alle undertrykte".
I lyset af den generelle krigsbegejstring i blandt befolkningen, frygtede mange SPD-parlamentsmedlemmer, at de ville fremmedgøre sig fra deres vælgere ved en konsekvent pacifistiske linje. Derudover lå der en trussel om et partiforbud, som rigskansler Theobald von Bethmann Hollweg havde udtænkt sig at udstede i tilfælde af krig. Samtidig benyttede rigskansleren sig dygtigt af SPD's antizaristiske holdning for at sikre deres accept af krigen.
SPD's partiledelse og Rigsdagsfraktion var splittet i deres holdning til krigen. 96 parlamentsmedlemmer med Friedrich Ebert i spidsen stemte for krigsfinansiering, der var blev fremlagt af Rigsdagsregeringen. 14 parlamentarikere, med den anden SDP-formand Hugo Haase i spidsen, fremlagde deres modstand, men stemte alligevel for som følge af partidisciplinen. Således bevilgede hele SPD-fraktionen krigsfinansiering den 4. august. To dage tidligere havde de Frie Fagforeninger allerede besluttet at give afkald på strejker og lønstigninger i krigstiden. Med fagforenings- og partibeslutningen blev den fulde mobilisering af den tyske hær mulig. Haase begrundede beslutningen i Rigsdagen med faren fra den "russiske despotisme", der truede det tyske folks frihed, og sluttede med ordene: "Vi svigter ikke fædrelandet i farens stund […] Ledet af disse grundprincipper bevilger vi den krævede krigsstøtte". Kejseren hilste den såkaldte "borgerfred" i tysk indenrigspolitik velkommen ved slutningen af sin trontale med den berømtblevne sætning: "Jeg kender ikke længere partier, jeg kender kun tyskere!".
Også Karl Liebknecht, der senere skulle blive en symbolsk figur for de erklærede krigsmodstandere, bøjede sig i begyndelsen af hensyn til partidisciplinen. Han udeblev således fra afstemningen for ikke at skulle stemme imod sit eget parti. Få dage derefter trådte han dog ind i Gruppe Internationale, som Rosa Luxemburg havde grundlagt den 5. august 1914 med seks andre partimedlemmer på fra den yderste venstrefløj. Denne gruppe fastholdte SPD's førkrigsbeslutninger og det fra denne gruppe, at den landsdækkende Spartakusforbund udsprang den 1. januar 1916. Den 2. december 1914 stemte Liebknecht, i første omgang som det eneste rigsdagsmedlem, imod yderligere krigsfinansiering. Denne åbne overtrædelse af partilinjen blev anset for et tabubrud og isolerede ham også blandt de SPD-parlamentsmedlemmer omkring Haase, som internt agiterede for en afvisning af krigsfinansieringen. Liebknecht blev i 1915, på initiativ fra partiledelsen – som det eneste SPD-partimedlem – indkaldt til militæret. På grund af sine forsøg på at organisere krigsmodstanderne blev han ekskluderet fra SPD og i juni 1916 idømt fire års fængsel for højforræderi. Også Rosa Luxemburg blev, efter en midlertidig løsladelse, fængslet indtil krigens afslutning.

### Splittelsen af SPD
Da 1. verdenskrig brød ud, havde Tysklands Socialdemokratiske Parti (SPD) været det eneste socialistiske politiske parti af betydning i det Tyske Kejserrige. Selvom patriotismen og støtten til fædrelandet i begyndelsen af krigen havde vist sig at være den stærkere kraft, voksede modstanden mod krigen støt i løbet af krigen. Desto længere krigen varede og flere ofre den krævede, desto flere SPD-medlemmer begyndte at udvise modstand mod "borgfreden" fra 1914. Særligt efter 1916 da det ikke længere var kejseren og den civile rigsledelse, der bestemte retningslinjerne for tysk politik, men derimod den øverste hærledelse under generalerne Paul von Hindenburg og Erich Ludendorff. I praksis regerede de som militærdiktatorer, hvor Ludendorff traf de væsentlige beslutninger. De stræbte efter ekspansive og aggressive krigsmål og underordnede desuden hele det civile liv krigsøkonomiens behov. For arbejderklassen indebar dette blandt andet en tolv-timers arbejdsdag med minimal løn og utilstrækkelige forsyninger af blandt andet fødevarer.
Efter den russiske Februarrevolution udbrød i 1917, blev de første organiserede strejker i Tyskland indledt. I marts og april 1917 deltog omkring 300.000 våbenarbejdere i disse strejker. Efter USA indtrådte i krigen den 6. april blev en yderligere forværring af situationen i Tyskland mere sandsynlig. Dette fik kejser Wilhelm II til at berolige de strejkende med sit påskebudskab d. 7. april. Han lovede i denne forbindelse universel og lige valgret – også for Preussen, hvor treklassestemmeretten havde været gældende – efter krigens afslutning.
Efter at krigsmodstanderne var blevet udelukket fra SPD, reagerede ikke blot spartakisterne, men også såkaldte revisionister som Eduard Bernstein og centrister som Karl Kautsky på den stigende utilfredshed blandt arbejderne. I forbindelse med en konference fra den 6. til 8. april 1917 i Gotha stiftede de partiet de Uafhængige Socialdemokrater (USPD) under ledelse af Hugo Haase. Partiet krævede en øjeblikkelig afslutning på krigen og en yderligere demokratisering af Tyskland, men manglede dog et samlet socialpolitisk program. Spartakusgruppen – der hidtil havde afvist en splittelse af partiet – udgjorde nu USPD's venstre fløj. For at differentiere sig fra USPD benævnet SPD sig fremadrettet – indtil 1919 – sig som det "Større Socialdemokratiske Parti" (eller MSPD).
MSPD og USPD ville i begyndelsen af Novemberrevolutionen i 1918 forsøge at samarbejde, men deres forskellige slutmål – parlamentarisme versus rådsrepublikker – viste sig at være uforenelige. Ligeledes var der intern uro i USPD, hvor en del af partiets medlemmer ønskede en mere radikal og revolutionær tilgang (inspireret af Oktoberrevolutionen i Rusland i 1917) til at opnå socialisme, mens en anden gruppe i partiet ønskede en mere moderat linje. Denne splittelse afstedkom i sidste ende, at førstnævnte gruppe i partiet (som blandt andet omfattede spartakisterne) i slutningen af 1918 dannede Tysklands Kommunistiske Parti (KPD).

## Revolutions første fase: Kejserrigets fald
Sociologen Max Weber tilskrev kejserdømmets kollaps en "udhuling" af Tysklands traditionelle standarder under krigen. Udbredelsen af sortbørser afslørede også det wilhelminske systems økonomiske og monetære fejl. Da det var kejser Wilhelm II, der legemliggjorde det system, der havde ført til de lange år med trængsler og afsavn for befolkningen hjemme og til det forestående nederlag i krigen, spredtes overbevisningen om, at han måtte abdicere. Historikeren Eberhard Kolb så en enorm "lammelse af viljen" i statens magt til at opretholde orden og et tilsvarende ønske blandt folket om en mere fuldstændig omdannelse af den politiske og sociale orden. Den tyske befolkning var allerede krigstræt, da anmodningen om en våbenhvile kom som et lyn fra en klar himmel. Fra det tidspunkt ønskede de kun fred. Wilsons fjorten punkter nærede troen på, at Tyskland ville få en retfærdig fred, hvis det demokratiserede, og så førte ønsket om fred til krav om demokrati. De revolutionære grupper, der havde været svage og uorganiserede, blev opmuntret, og selv middelklassen begyndte at frygte, at de forfatningsmæssige reformer ikke ville være nok til at bringe krigen til en hurtig afslutning uden kejserens abdikation.

### Sømandsoprøret
Den Tyske Revolution blev udløst af et matrosmytteri centreret omkring Nordsøhavnene Kiel og Wilhelmshaven i slutningen af oktober 1918. Mens de krigstrætte tropper og den almindelige befolkning i Tyskland ventede på krigens afslutning, planlagde den kejserlige flådekommando i Kiel under admiral Franz von Hipper og admiral Reinhard Scheer uden autorisation at udsende den kejserlige flåde til et sidste slag mod den britiske Royal Navy i den sydlige Nordsø.
Flådeordren af 24. oktober 1918 – og de dertilhørende forberedelser til at sejle – udløste et mytteri blandt de involverede matroser. De havde ingen intentioner om at risikere deres liv så tæt på krigens afslutning og var overbeviste om, at troværdigheden af den nye regering, der var i færd med at søge en våbenhvile med Ententen, ville blive kompromitteret af et flådeangreb på et så afgørende tidspunkt i forhandlingerne.
Mytteriet begyndte på et lille antal skibe, der lå for anker ud for Wilhelmshaven. Stillet over for matrosernes ulydighed afblæste flådekommandoen offensiven natten mellem den 29. og 30. oktober, arresterede flere hundrede af mytteristerne og beordrede skibene tilbage til havn. Den 3. november konfronterede politi og soldater en protestmarch af matroser mod fængslet i Kiel, hvor mytteristerne blev tilbageholdt. Soldaterne åbnede ild og dræbte mindst ni demonstranter. Dagen efter erklærede arbejdere i Kiel generalstrejke som støtte for protesten, og matroser fra kasernerne ved Wik (nord for Kiel) sluttede sig til marchen. Ligeledes tilsluttede mange af de soldater, der var sendt for at hjælpe med at kontrollere protesterne, sig marchen.
Stillet over for den hastigt eskalerende situation løslod admiral Wilhelm Souchon, flådekommandanten i Kiel, de fængslede matroser og bad demonstranterne om at sende en delegation for at mødes med ham og to repræsentanter for Baden-regeringen, som var ankommet fra Berlin. Matroserne havde en liste med fjorten krav, herunder mindre hårde militærstraffe og fuld ytrings- og pressefrihed i Kejserriget. En af repræsentanterne fra rigsregeringen, Gustav Noske fra Det Større Socialdemokratiske Parti (MSPD), beroligede den umiddelbare situation med et løfte om amnesti, men da var Kiel allerede i hænderne på et arbejder- og soldaterråd, og grupper af matroser var taget til nærliggende byer for at sprede opstanden. Inden for få dage havde revolutionen spredt sig til den vestlige del af Tyskland.

### Revolutionens spredning
Den 7. november havde revolutionen taget kontrol over alle store kystbyer – Lübeck, Bremen, Hamborg – og spredt sig til Braunschweig, Köln og så langt sydpå som München. I München blev Kurt Eisner fra det radikale Uafhængige Socialdemokratiske Parti (USPD) valgt til præsident for det bayerske arbejder-, bonde- og soldaterråd, og den 8. november udråbte han Folkestaten Bayern. Kong Ludwig III og hans familie flygtede fra München til Østrig, hvor han i Anif-erklæringen den 12. november fritog alle embedsmænd og militært personel fra deres loyalitetsed til ham, hvilket reelt betød en abdikation fra Wittelsbach-tronen. Ved udgangen af måneden havde de dynastiske herskere i alle de andre tyske stater abdiceret uden blodsudgydelse.
Der var lille til ingen modstand mod oprettelsen af rådene. Soldater valgte ofte ved simpel tilkendegivelse deres mest respekterede kammerater. Arbejdere valgte generelt medlemmer af de lokale forretningsudvalg i SPD eller USPD. Med støtte fra lokale borgere befriede de politiske fanger og besatte rådhuse, militærfaciliteter og togstationer. Militærmyndighederne overgav sig eller flygtede, og civile embedsmænd accepterede, at de var under rådenes kontrol snarere end militærets, og fortsatte med deres arbejde. Lidt ændrede sig på fabrikkerne, bortset fra fjernelsen af den militære disciplin, der havde hersket under krigen. Privatejendom blev ikke rørt. Sociologen Max Weber var en del af arbejderrådet i Heidelberg og var positivt overrasket over, at de fleste medlemmer var moderate tyske liberale. Rådene overtog distributionen af mad, politistyrken og indkvarteringen og forsyningen af de frontsoldater, der gradvist vendte hjem.
Arbejder- og soldaterrådene bestod næsten udelukkende af medlemmer fra SPD og USPD. Deres program krævede en afslutning på krigen og den autoritære monarkiske stat. Foruden de monarkiske familier var det kun militærkommandører, som de fratog magt og privilegier. Der var ikke nogen konfiskationer af ejendom eller besættelser af fabrikker. Pligterne for den kejserlige civile administration og embedsbærere som politi, kommunale forvaltninger og domstole blev ikke begrænset. For at skabe en udøvende magt, der var forpligtet over for revolutionen og fremtiden for den nye regering, lod rådene foreløbigt regeringsembedsmændene blive på deres poster og overtog kun tilsynet med dem fra de militærkommandoer, der var blevet indsat under krigen.
Det var bemærkelsesværdigt, at den revolutionære stemning ikke påvirkede de østlige dele af Tyskland i væsentligt omfang, bortset fra isolerede tilfælde af agitation i Breslau i Slesien og Königsberg i Østpreussen.

## Revolutions anden fase: nederlag til den radikale venstrefløj
Efter monarkiet var brudt sammen under presset fra arbejder- og soldaterrådene, var det op til ledelsen af de socialistiske partier i Berlin hurtigt at etablere den nye orden og håndtere de mange kritiske problemer, som den besejrede nation stod overfor. Fra begyndelsen indtog SPD's moderate fløj den ledende position. De havde den bredeste opbakning fra arbejderklassen og – i det mindste – en modvillig støtte fra det kejserlige bureaukrati, hvoraf det meste forblev intakt. Da Ebert viste sig villig til at bruge militæret og de forskellige Freikorps mod modstandere af den socialistiske venstrefløj, førte det hurtigt til brud mellem SPD og USPD og derefter til gadekampe med Spartakisterne og kommunisterne.

### Rådene

#### Etablering, pagt med militæret og våbenhvile
Ebert ønskede at tage brodden af den revolutionære stemning og imødekomme demonstranternes krav den 9. november om enhed mellem arbejderpartierne. Han tilbød USPD ligelig deltagelse i regeringen og var klar til at acceptere Karl Liebknecht som minister. USPD krævede – på Liebknechts insisteren – at valgte repræsentanter for fagforeningerne og soldaterne skulle have fuld udøvende, lovgivende og dømmende magt. SPD afviste, og forhandlingerne kom ikke længere den dag.
Omkring kl. 20.00 besatte en gruppe på 100 revolutionære faglige ledere fra de større Berlin-fabrikker den tyske Reichstag. Anført af deres talsmænd Richard Müller og Emil Barth dannede de et revolutionært parlament. De fleste af de deltagende faglige ledere havde været ledere under strejkerne tidligere på året. De stolede ikke på SPD-ledelsen og havde planlagt et kup den 11. november uafhængigt af sømandsoprøret, men var uforberedte på de revolutionære begivenheder som skete i Kiel. For at tage initiativet fra Ebert besluttede de at udskrive valg til den følgende dag, en søndag. Hver Berlin-fabrik skulle vælge arbejderråd, og hvert regiment skulle vælge soldaterråd, som derefter om aftenen skulle vælge en revolutionær regering blandt medlemmerne af de to arbejderpartier (SPD og USPD). Regeringen ville få beføjelse til at udføre det revolutionære parlaments beslutninger, da de havde til hensigt at erstatte Eberts funktion som kansler.
Om aftenen den niende fik SPD-ledelsen kendskab til planerne for valgene og rådenes møde. Da de ikke kunne forhindres, brugte Otto Wels partiets apparat til at påvirke stemmeafgivningen i soldaterrådene og vandt de fleste af dem over til SPD. Om morgenen stod det klart, at SPD ville have flertallet af delegerede på sin side ved rådenes møde den aften.
USPD's formand Hugo Haase vendte tilbage fra Kiel om morgenen den 10. november og lykkedes med at mægle et kompromis i forhandlingerne med SPD om den nye regering. Den revolutionære regering, der på USPD's insisteren skulle kaldes Folkerepræsentanternes Råd (tysk: "Rat der Volksbeauftragten"), gav USPD meget af det, de ønskede. Rådet skulle bestå af tre repræsentanter fra SPD (Ebert, Scheidemann og Otto Landsberg) og tre fra USPD (Haase, Wilhelm Dittmann og Emil Barth). Arbejder- og soldaterrådene skulle tildeles politisk magt – dog ikke fuld udøvende, lovgivende og dømmende kontrol – og en nationalforsamling ville først blive diskuteret "efter en konsolidering af de forhold, som revolutionen havde skabt".

## Forløb
Revolutionen begyndte i slutningen af oktober 1918 med et sømandsoprør centreret i Kiel. Inden for en uge havde arbejder- og soldaterråd kontrol over regering og militære institutioner i det meste af Kejserriget. Den 9. november blev der udråbt en republik i Tyskland. Ved udgangen af måneden var alle de regerende monarker, herunder kejser Wilhelm II, blevet tvunget til at abdicere. Hertug Ernst August af Braunschweig abdicerede som den første d. 8. november og Wilhelm 2. af Württemberg som den sidste d. 30. november. Den 10. november blev Folkerepræsentantrådet dannet af medlemmer af Tysklands to største socialistiske partier. Under Friedrich Eberts lederskab, fra det moderate Majoritetspartiet for Socialdemokratiet (MSPD), fungerede Rådet som en provisorisk regering, der både besad kejserens, kanslerens og lovgivernes beføjelser. Størstedelen af det gamle kejserlige officerkorps, administration og retsvæsen forblev i deres administrative roller. Rådet havde brug for deres ekspertise til at løse øjeblikkets kriser og mente, at håndteringen af dem var vigtigere end at afskedige mange centrale regeringsfigurer for at sikre, at det nye demokrati var solidt forankret mod sine modstandere.
Folkerepræsentantrådet fjernede straks nogle af Kejserrigets hårde restriktioner, såsom ytringsfrihed, og lovede en ottetimers arbejdsdag og valg, der for første gang ville give kvinder stemmeret. De (radikale) revolutionære på venstrefløjen ønskede også at nationalisere nøgleindustrier, demokratisere militæret og oprette en rådsrepublik, men MSPD havde kontrol over de fleste arbejder- og soldaterråd og blokerede enhver væsentlig bevægelse mod deres mål.
Splittet mellem de moderate og radikale socialister udviklede sig til vold i de sidste dage af 1918 og udløste en strid om sømandslønninger, der kostede 67 livet. Den 1. januar 1919 grundlagde de venstrefløjsorienterede spartakister Det Tyske Kommunistiske Parti. Få dage senere førte protester som følge af volden i slutningen af december til massedemonstrationer i Berlin, der hurtigt udviklede sig til Det Spartakistiske Oprør (se også Spartakistforbundet) – et forsøg på at danne et proletarisk diktatur. Det blev slået ned af regerings- og frikorpstroppe, hvilket afstedkom tab på 150 til 200 liv. I kølvandet på oprøret blev spartakistlederne Rosa Luxemburg og Karl Liebknecht myrdet uden rettergang af Frikorpset. Hen over foråret 1919 var der yderligere forsøg på at skubbe revolutionen længere i retning af en rådsrepublik samt (kortlevende) lokale sovjetrepublikker, især i Bayern (München), Bremen og Würzburg. De blev også slået ned med betydelige tab af menneskeliv til følge.
Revolutionens slutdato sættes generelt til den 11. august 1919, som var dagen hvor Weimarforfatningen blev vedtaget; dog forblev revolutionen på mange måder ufuldstændig. Et stort antal af dens modstandere var blevet efterladt i magtpositioner, og den undlod at løse bruddet på venstrefløjen mellem moderate socialister og kommunister. Weimarrepublikken blev som følge heraf belastet fra begyndelsen af modstandere fra både venstre- og i højere grad højrefløjen. De brud på den tyske venstrefløj, der var blevet permanente under revolutionen, gjorde Adolf Hitlers magtovertagelse i 1933 lettere, end den kunne have været, hvis venstrefløjen havde været mere forenet.